# Irjaveț, Icinea
Irjaveț (în ucraineană Іржавець) este o comună în raionul Icinea, regiunea Cernihiv, Ucraina, formată numai din satul de reședință.

## Demografie
Componența lingvistică a comunei Irjaveț
     Ucraineană (98,45%)
     Rusă (1,55%)
Conform recensământului din 2001, majoritatea populației comunei Irjaveț era vorbitoare de ucraineană (98,45%), existând în minoritate și vorbitori de rusă (1,55%).